# 莫克雷 (里夫內州)
50°26′18″N 25°55′56″E / 50.43833°N 25.93222°E
莫克雷（烏克蘭語：Мокре），是烏克蘭西北部里夫內州杜布諾區的村落，隸屬米羅霍夏市鎮，面積0.13平方公里，海拔高度220米，2025年人口68，人口密度每平方公里2,232.6人。